# Kreminna
Kreminna (en ukrainien : Кремінна, en russe : Кременная, Kremennaïa) est une ville de l'oblast de Louhansk, en Ukraine, et appartient au raïon de Sievierodonetsk. Sa population s'élevait à 20 324 habitants en 2013.

## Géographie
Kreminna se trouve à 98 km au nord-ouest de Louhansk et à quelques kilomètres au nord-ouest de l'agglomération formée par les villes de Roubijne, Lyssytchansk et Sievierodonetsk, en Ukraine ; la ville est traversée par la rivière Krasna.

## Histoire
Kreminna est fondée en 1680 et reçoit le statut de ville en 1938. Le 10 juillet 1942, après de violentes attaques aériennes, la ville est occupée par les forces de l'Allemagne nazie. Elle est libérée par l'Armée rouge le 31 janvier 1943.
Le 18 avril 2022, lors de l'invasion de l'Ukraine par la Russie, les troupes russes et de la RPL entrent dans la ville, et s'en emparent quelques heures plus tard après des affrontements avec l’armée ukrainienne,,. Le chef ukrainien de l’administration militaire régionale de Louhansk, Serhii Haïdaï, déclare : « Il y avait des plans pour évacuer la population. Cependant, c’est impossible maintenant ». Ce dernier décrit les forces russes comme ayant « une énorme quantité d’équipement ». Le drapeau russe est levé sur la mairie le 19 avril 2022.
Des renforts de la 20e armée russe arrivent après une retraite depuis l'ouest (Lyman) et à la date du 4 octobre, les forces russes occupent encore la ville. à partir du 2 octobre 2022 commence la Seconde bataille de Kreminna, les forces ukrainiennes venant de Lyman avancent pour reprendre la ville. En mai 2024 la situation est très tendue dans la zone. Où la ville se trouve sur la ligne de front. 

## Population
| 1939    | 1959    | 1970    | 1979    |
| ------- | ------- | ------- | ------- |
| 14 753* | 25 938* | 25 463* | 25 525* |

| 1989    | 2001    | 2010   | 2011   |
| ------- | ------- | ------ | ------ |
| 27 686* | 24 447* | 21 017 | 20 735 |

| 2012   | 2013   | - | - |
| ------ | ------ | - | - |
| 20 486 | 20 324 | - | - |

## Transports et économie
Kreminna se trouve à 115 km de Louhansk par le chemin de fer et à 132 km par la route et possède sa gare. Ukrtransgaz y gère un stockage souterrain de gaz.

## Lieux d'intérêt

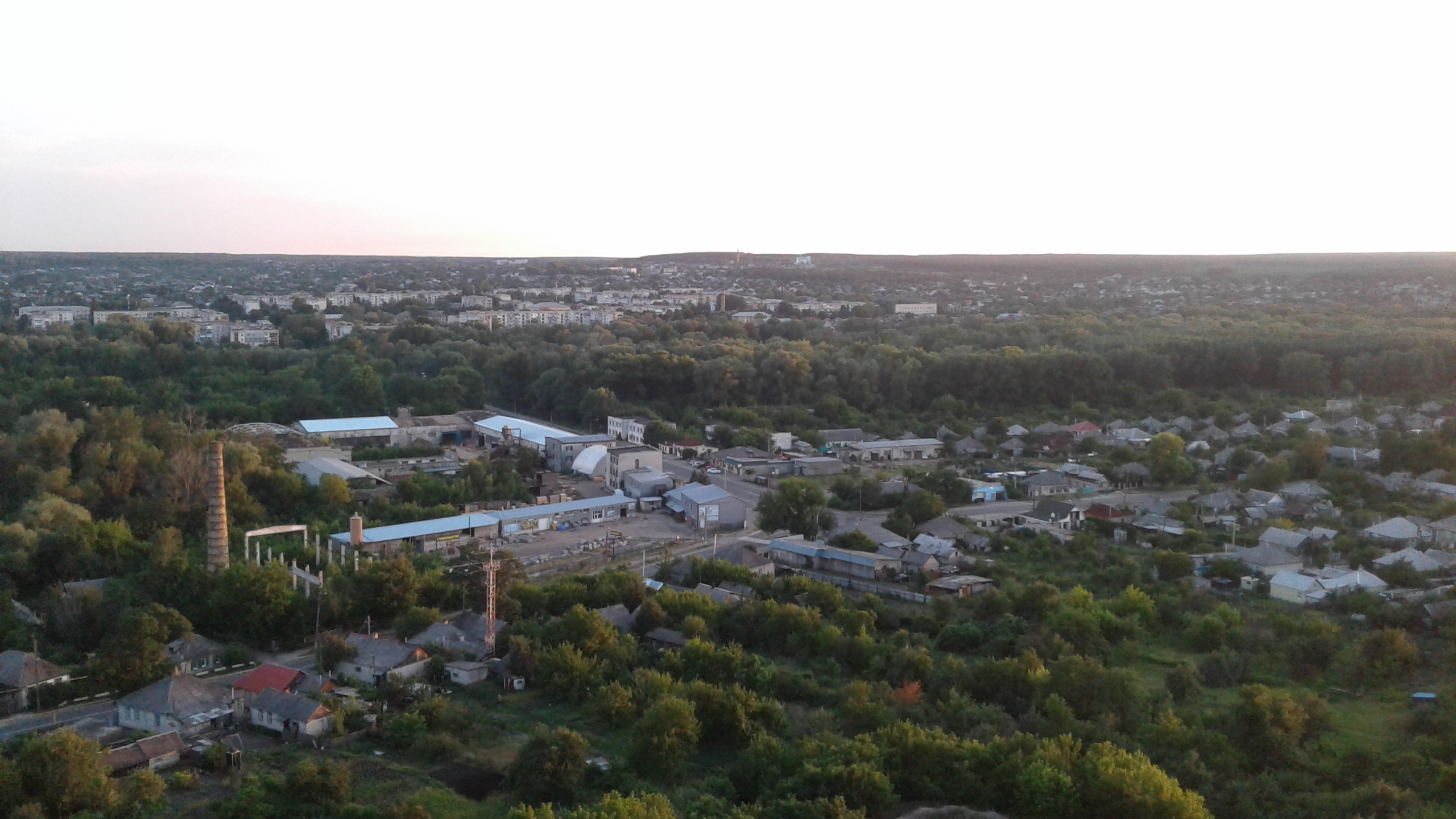
Vue panoramique.
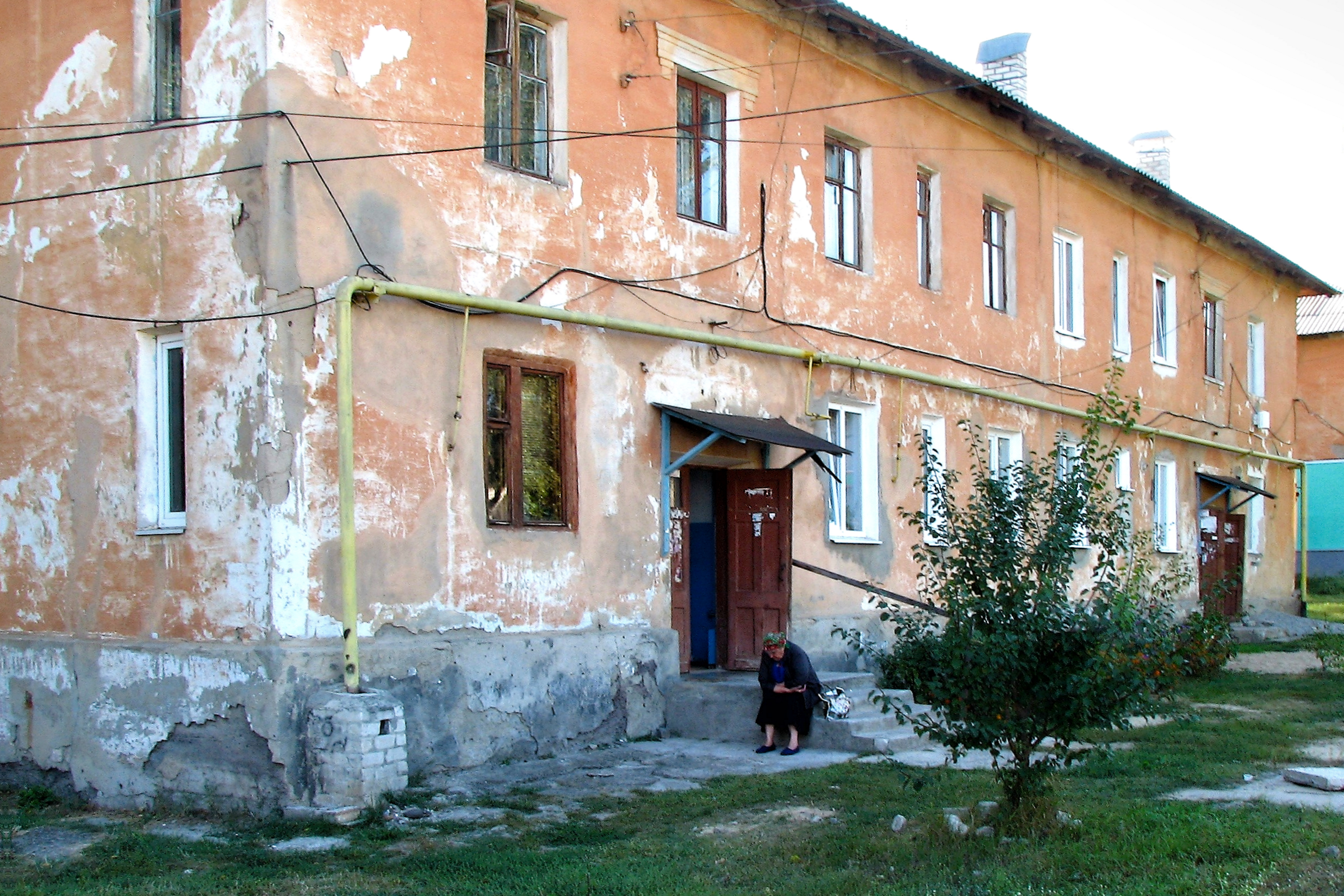
Immeuble du 10 rue Lénine, classé[15].
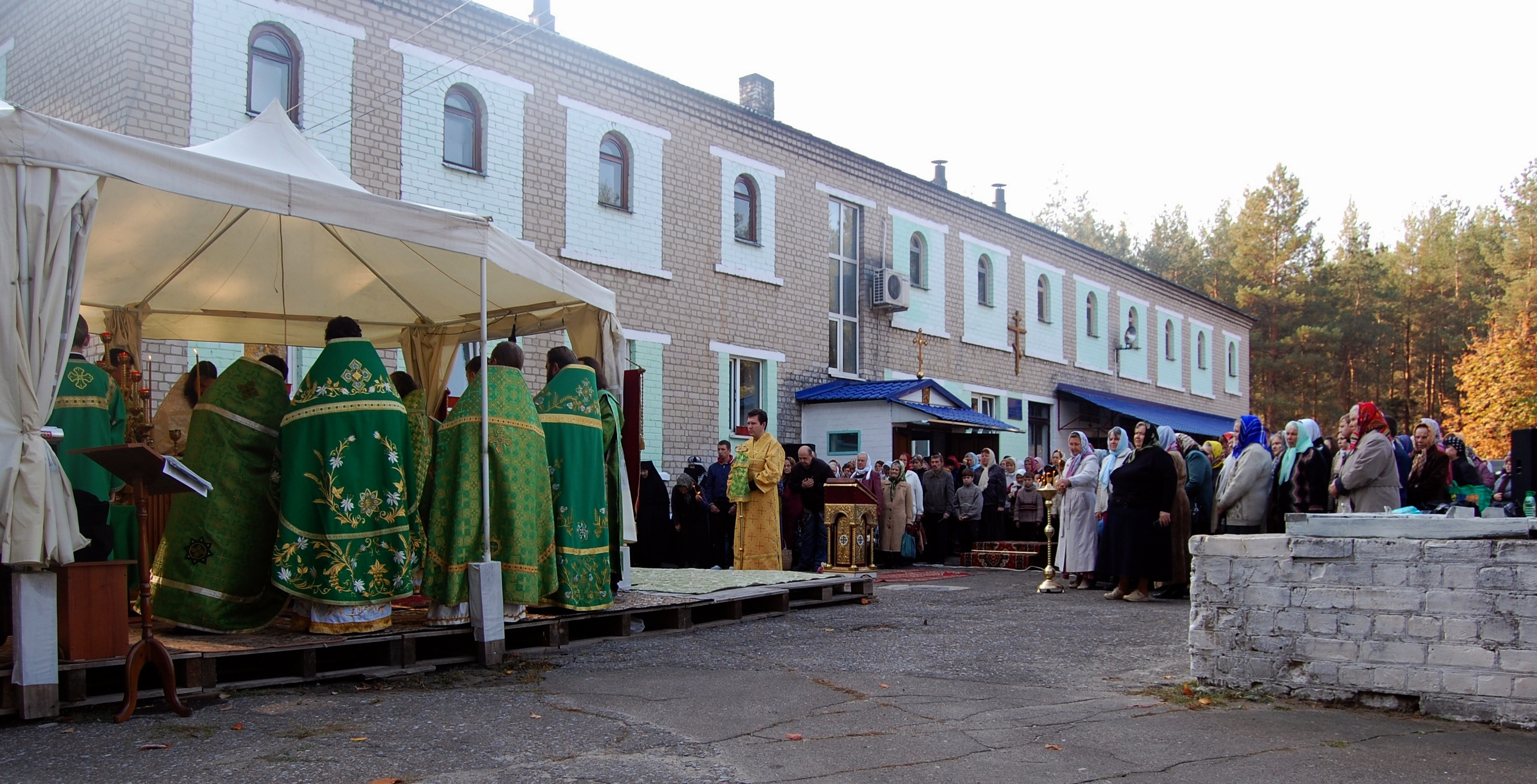
Cérémonie liturgique devant le monastère de la ville.
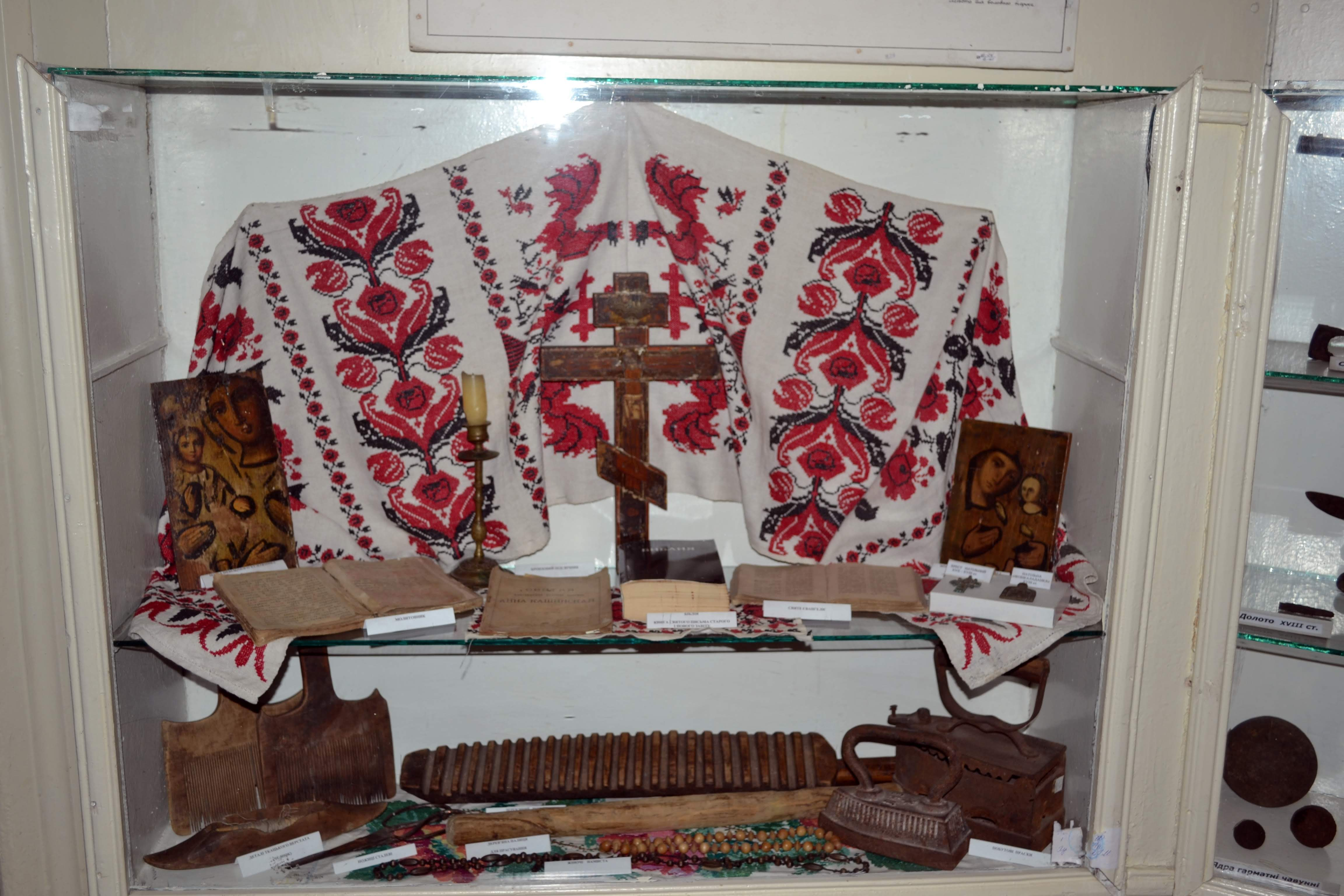
Vitrine du musée local.